# Solvent
Solvent kan även vara en anglicism för lösningsmedel.
Solvent innebär att de ekonomiska tillgångarna täcker gjorda ekonomiska utfästelser. I motsatt fall är man skuldsatt. Om skulderna är stora och det saknas förutsättningar för att man inom rimlig tid kan "komma på fötter" är man konkursmässig. Se vidare: Kronofogdemyndigheten. Solvens ska skiljas från "att vara likvid (ha tillgång till likvida medel)," varmed menas att man har omedelbar tillgång till betalningsmedel, t.ex. vanliga pengar i form av sedlar och mynt. Man kan vara solvent (= rik) utan att för den skull vara likvid (= tom portmonnä). Man kan vara för ögonblicket likvid, men ändå fattig.